# Graj chłopaku graj
Graj chłopaku graj – piąty singel pochodzący z debiutanckiego solowego albumu Anny Wyszkoni pt. Pan i Pani. Autorem słów do piosenki jest Maciej Durczak, natomiast muzykę skomponowała Wyszkoni. Premiera singla odbyła się 25 kwietnia 2011 roku. Do utworu powstał teledysk, który został nakręcony podczas dwóch plenerowych koncertów.

## Notowania
| Lista                       | Pozycja |
| --------------------------- | ------- |
| Szczecińska Lista Przebojów | 24      |
| Top 15 - Wietrzne Radio     | 1       |